# Tubravić
Tubravić (en serbe cyrillique : Тубравић) est un village de Serbie situé sur le territoire de la Ville de Valjevo, district de Kolubara. Au recensement de 2011, il comptait 319 habitants.

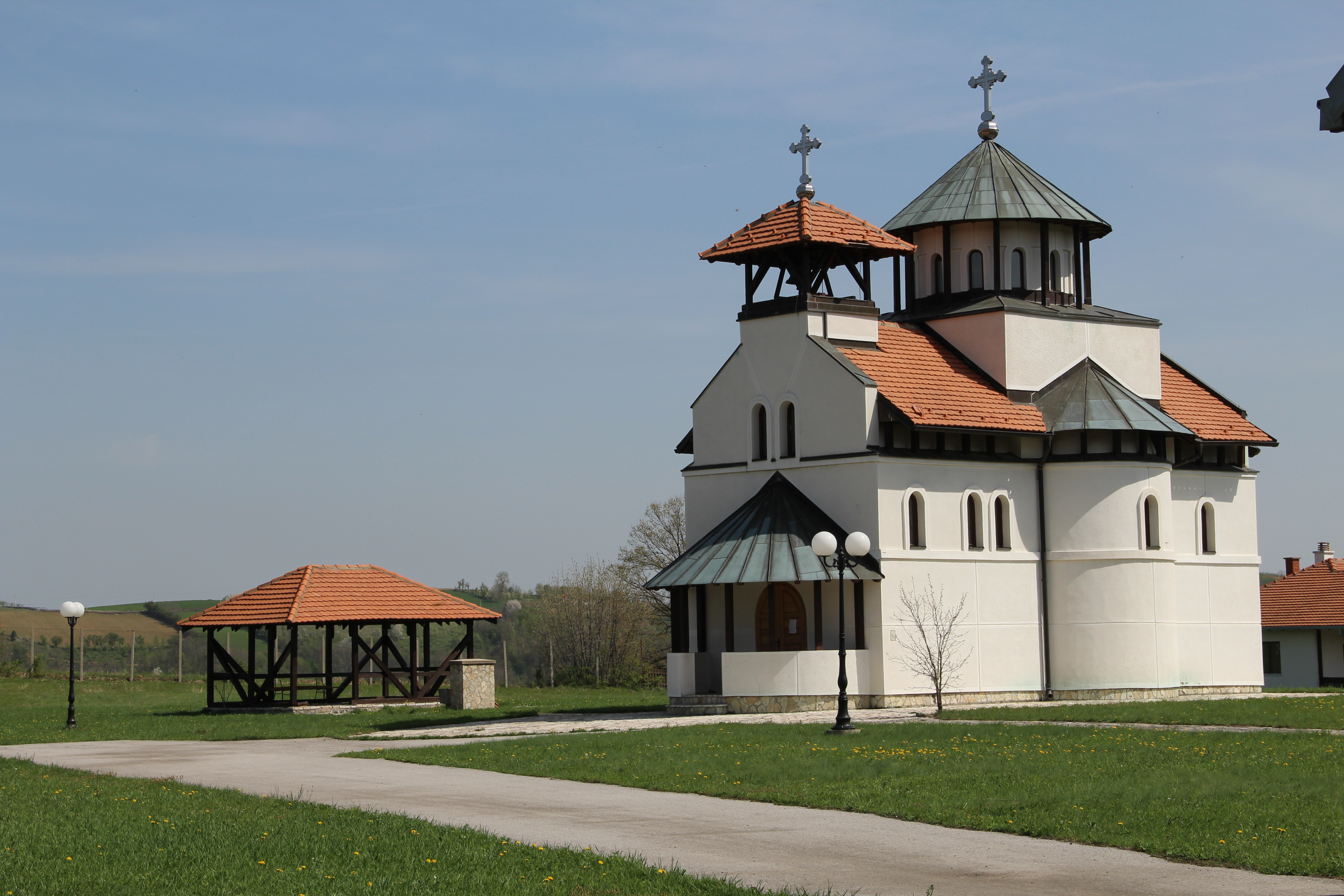
Tubravic - Église
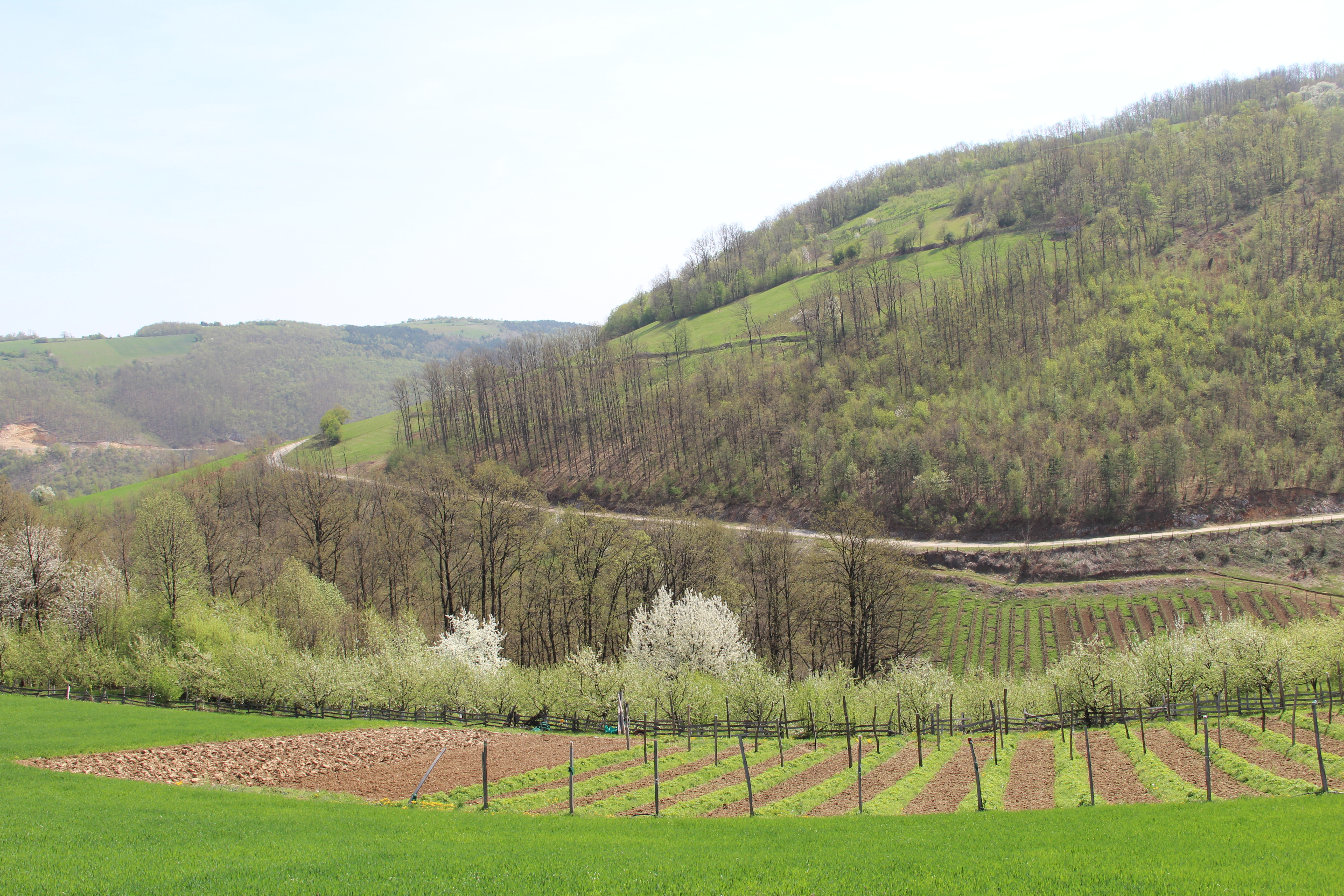
Tubravic - panorama
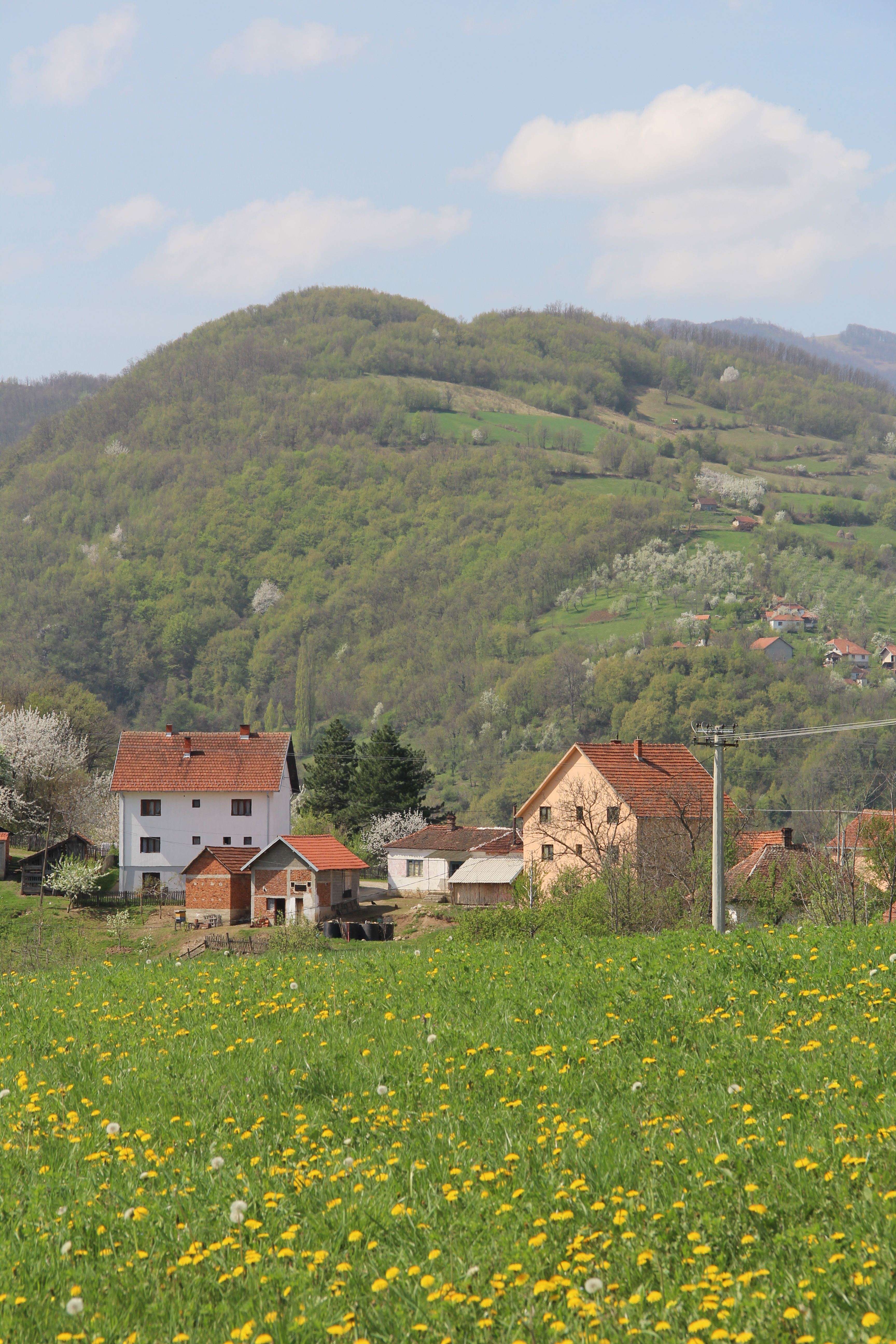
Tubravic - panorama
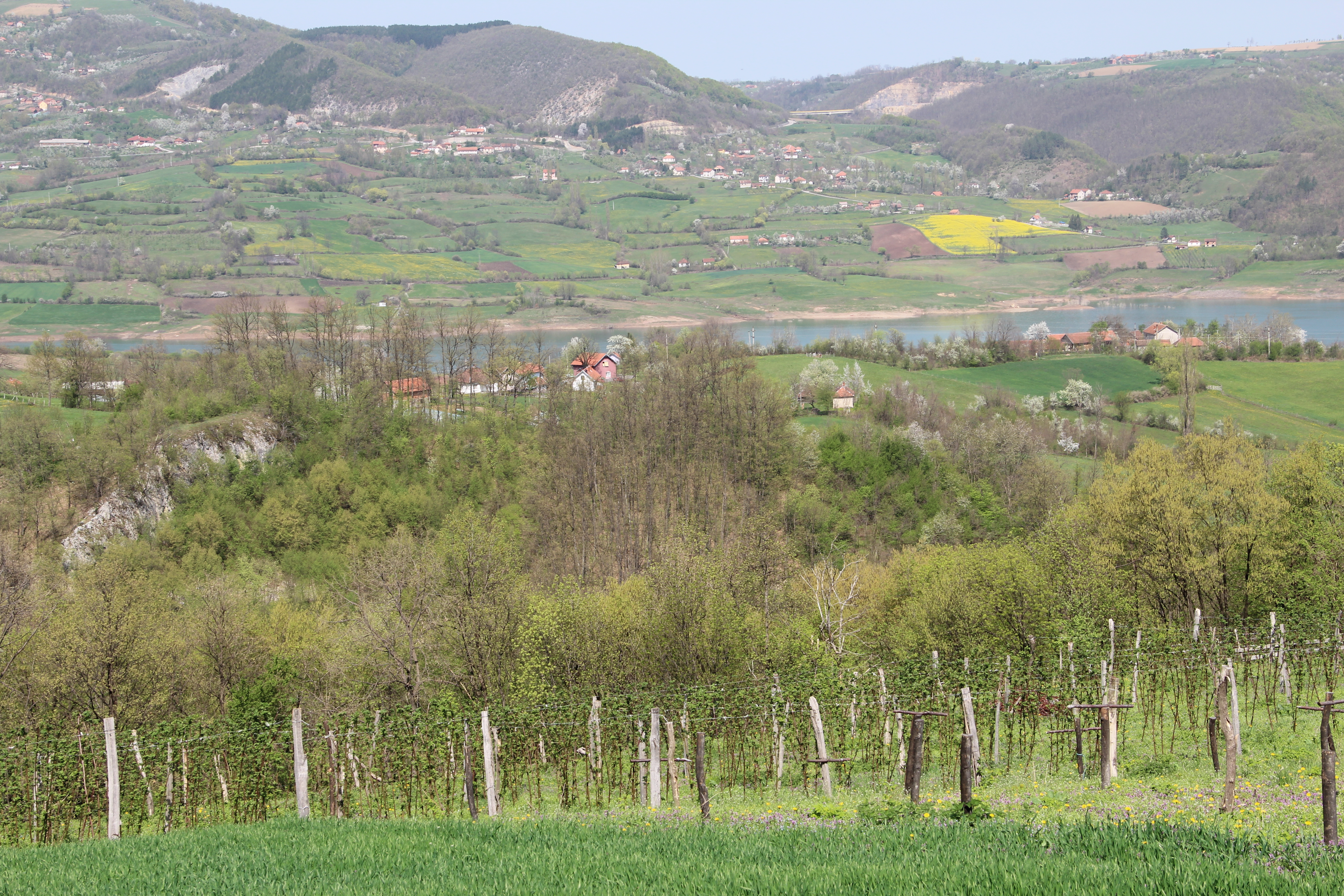
Tubravic - panorama
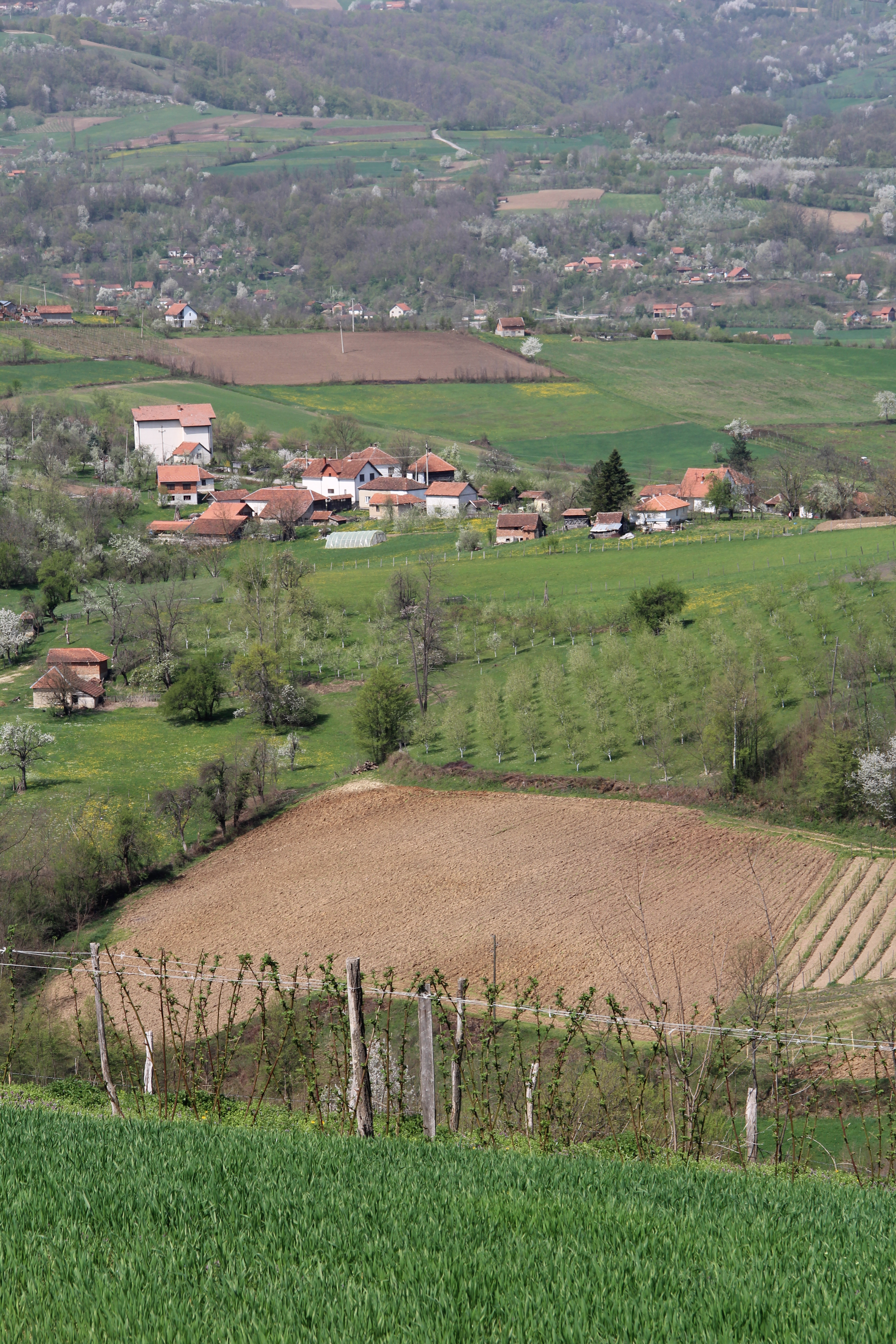
Tubravic - panorama
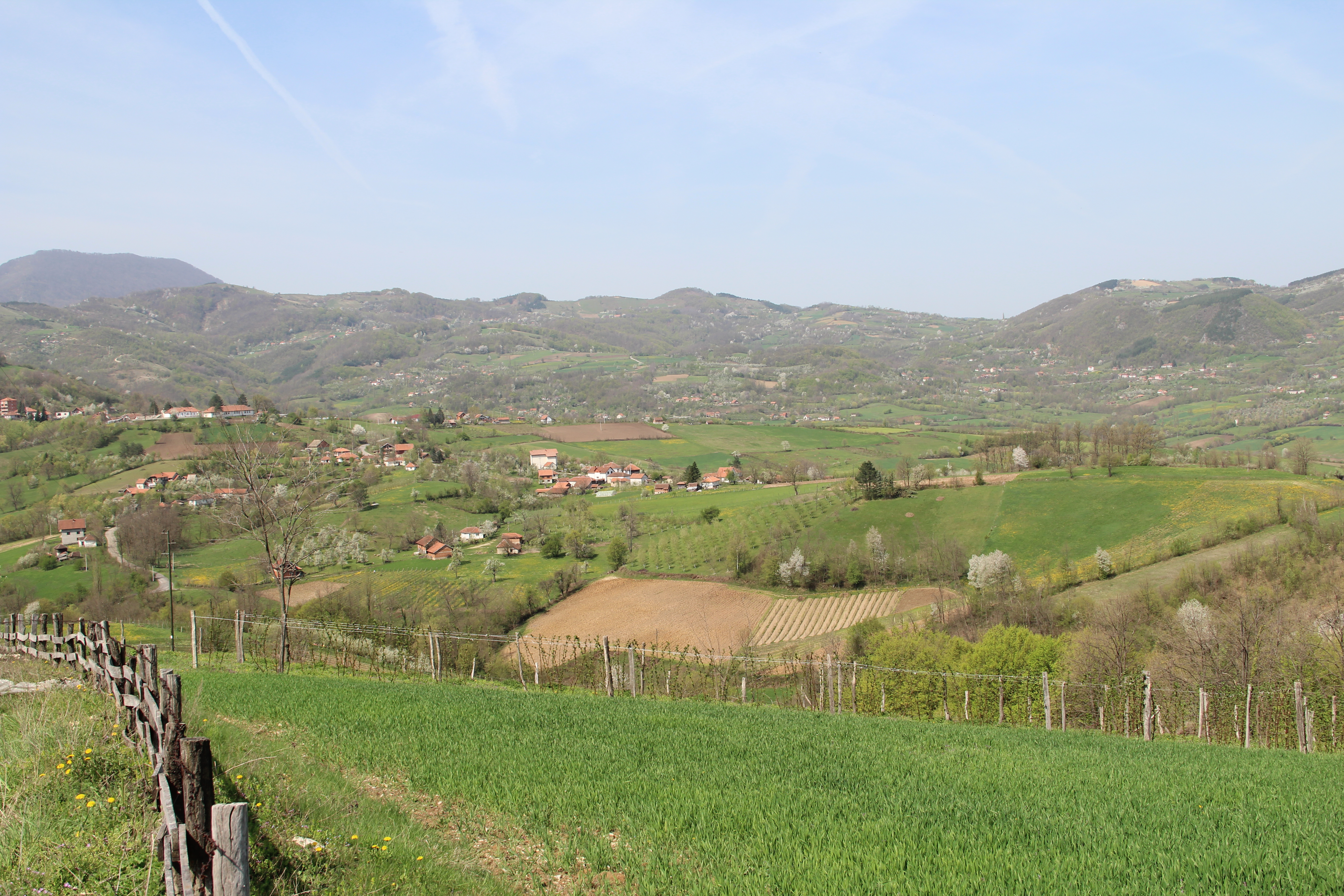
Tubravic - panorama
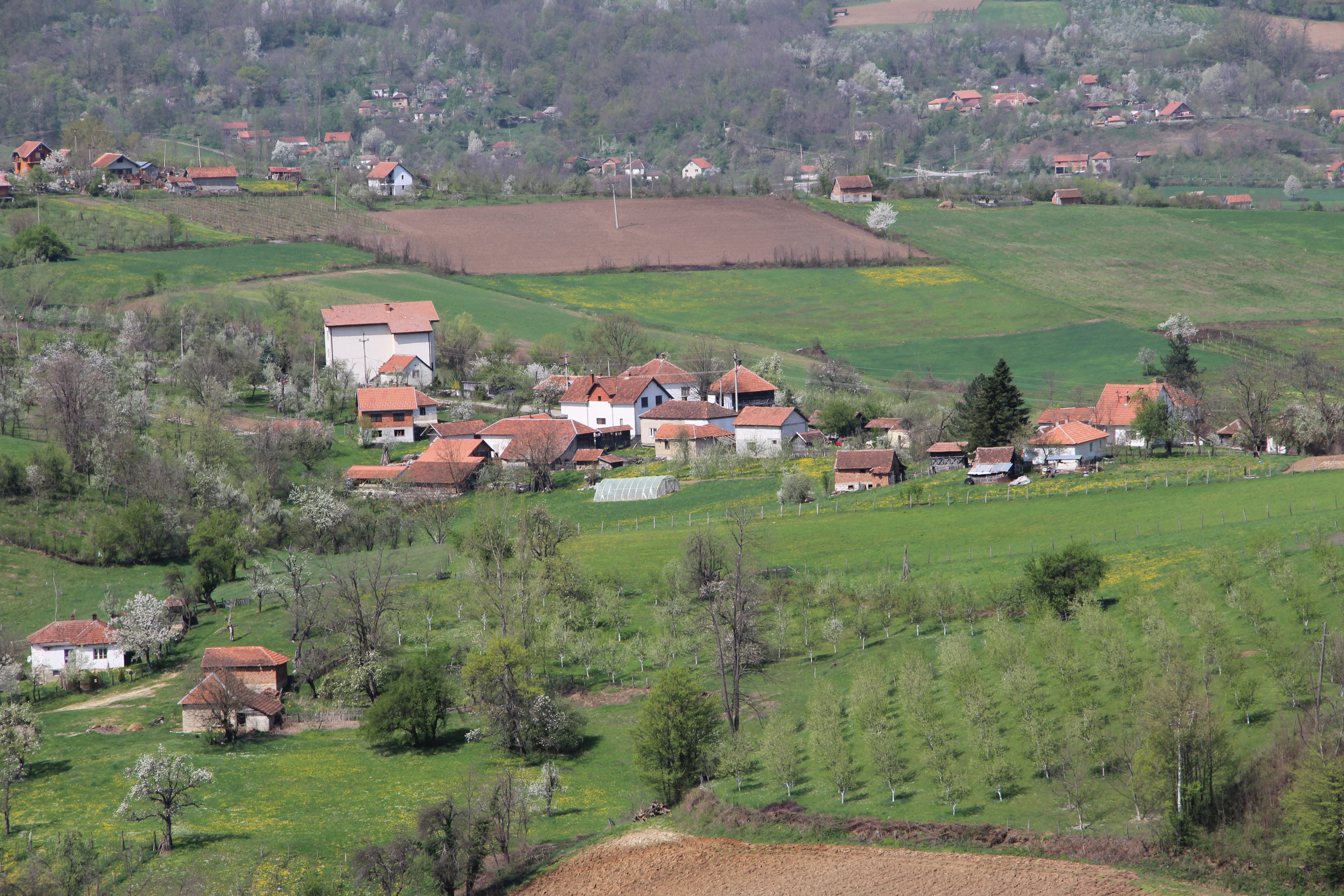
Tubravic - panorama
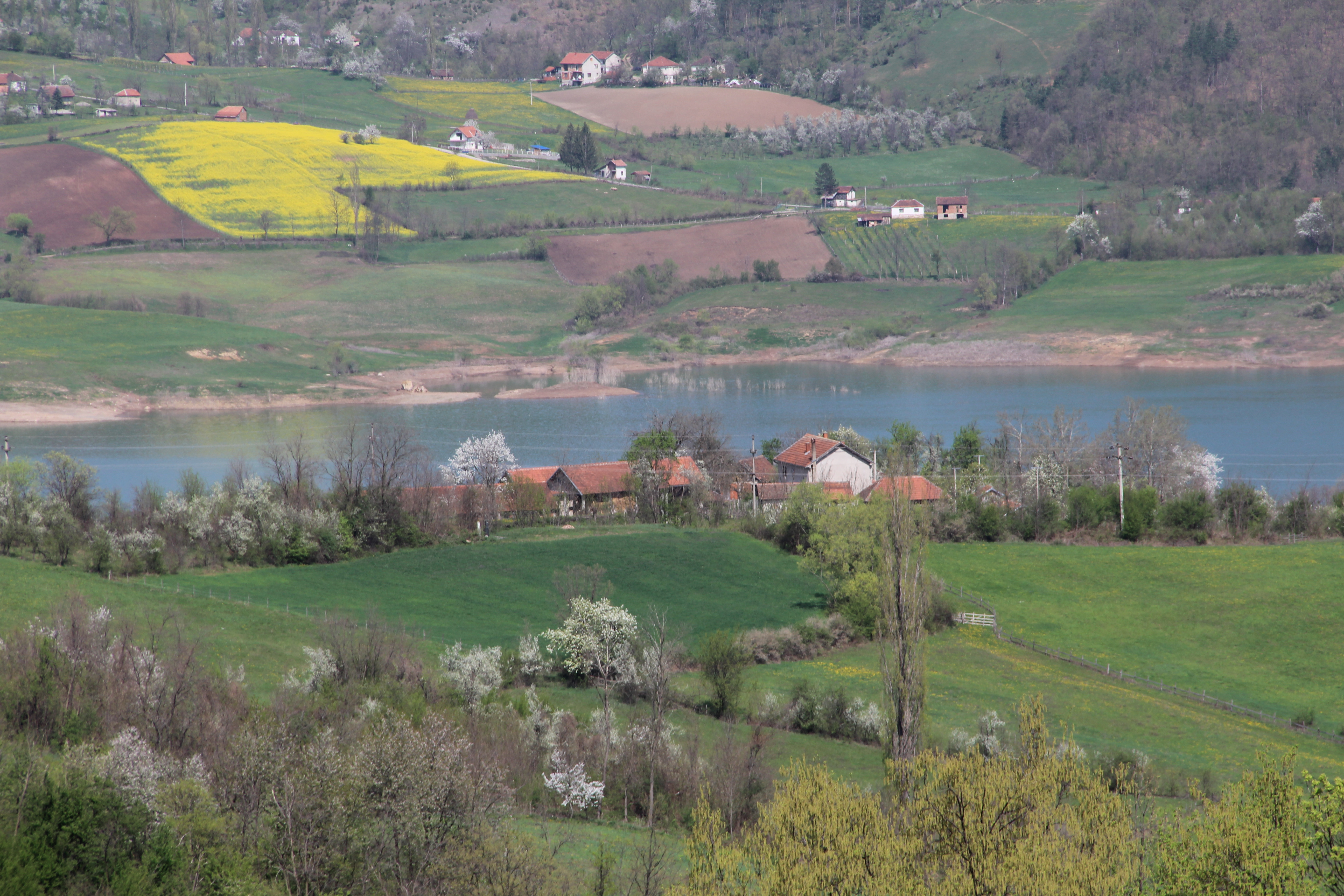
Тубравић - панорама

## Démographie
| 1948 | 1953 | 1961 | 1971 | 1981 | 1991 | 2002 | 2011 |
| ---- | ---- | ---- | ---- | ---- | ---- | ---- | ---- |
| 880  | 821  | 755  | 678  | 564  | 401  | 418  | 319  |

|  |